# بیمار استاندارد
بیمار استاندارد یک مجموعه تلویزیونی ایرانی به کارگردانی سعید آقاخانی و تهیه‌کنندگی مسعود ردایی است که در ۱۴ قسمت ۴۵ دقیقه‌ای برای پخش در نوروز ۱۳۹۵ از شبکه یک سیما تهیه شده‌است. این سریال محصول شبکه دوم سیما است که در مرکز گسترش فیلم‌نامه‌نویسی رسانه ملی ساخته شده‌است. داستان این مجموعه بر اساس طرحی از بهرام توکلی نوشته شده‌است.

## داستان
سریال بیمار استاندارد دربارهٔ قهرمان داستان (بهنام) فردی تحصیلکرده بازیگری است که با این شیوه درمانی درگیر می‌شود و وارد ماجراهایی می‌شود که تا به حال تجربه‌شان نکرده‌است.

## بازیگران
| بازیگر            | نقش                          |
| ----------------- | ---------------------------- |
| بابک حمیدیان      | بهنام                        |
| جواد عزتی         | امید، دوست بهنام             |
| علیرضا خمسه       | نادر                         |
| حسین محب‌اهری      | پوربنا، صاحبخانه بهنام       |
| شیلا خداداد       | دکتر ترانه مشکی              |
| پوریا پورسرخ      | جهان، پسرعمه ترانه           |
| هومن حاجی‌عبداللهی | داوود                        |
| روح‌الله کمانی     | شهاب                         |
| نیما شاهرخ‌شاهی    | مهرداد                       |
| افسانه چهره‌آزاد   | شهناز، همسر نادر             |
| امید روحانی       | دکتر نادری                   |
| بهناز اکبریان     | نگار                         |
| عاطفه باقری       | گلاره، دختر شهناز و نادر     |
| بهراد خرازی       | بیژن، نامزد گلاره            |
| عزت‌الله مهرآوران  | پدر بهنام                    |
| فریبا جدی‌کار      | شیرین، مادر بهنام            |
| سیروس میمنت       | عموی بهنام و پدر سحر         |
| افسانه ناصری      | ملی، زن‌عموی بهنام و مادر سحر |
| امیر غفارمنش      | بابک، عموی بهنام             |
| نعیمه نظام‌دوست    | فریبا، همسر امید             |
| علی میلانی        | اسماعیلی                     |
| صفر کشکولی        | خجسته، آدم نادر              |
| افشین سنگ‌چاپ      | خلاف‌کار، هم‌بند سابق داوود    |
| اصغر حیدری        | فرخنده، آدم نادر             |
| آرش میراحمدی      | شعبده‌باز                     |
| حسین زمانی        | نامی                         |
| حسین عرفانی       | ثابتی                        |
| مهیار مشیری افشار | آریا                         |